# 1960-as dél-afrikai népszavazás
Dél-Afrikában 1960. október 5-én népszavazást tartottak a köztársasággá válásról. A nagyrészt afrikánerek által támogatott  Nemzeti Párt, amely 1948-ban került hatalomra, nyíltan köztársaságpárti volt, valamint II. Erzsébetet, mint Dél-Afrika királynőjét a brit imperializmus egyik eltávolítandó maradványának tekintette. Az éveken át húzódó vitázások után végül Hendrik Verowerd a néhai Hans Strijdom kormányának segítségével a Parlamentben elfogadtatott egy javaslatot a referendum megtartásáról, mely 1960. október 5-én volt esedékes. Szűk többséggel, de a köztársaságpárti tábor nyert, mindazonáltal az ország köztársasággá válása csak háromnegyed évvel később, 1961. május 31-én történhetett meg.

## Háttere

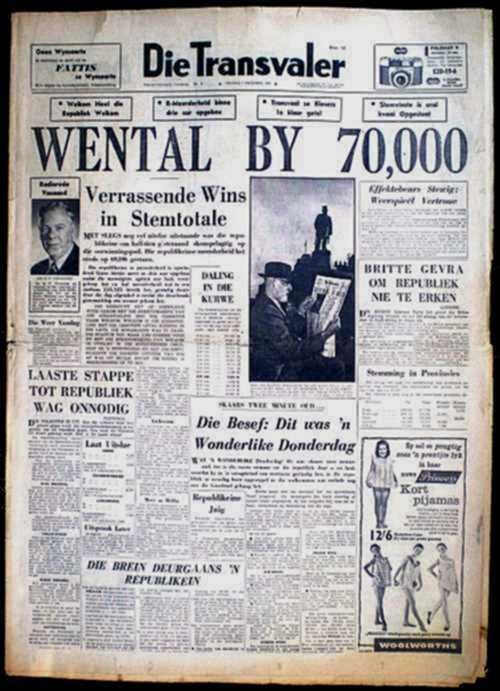
A Die Transvaler címlapja, az "igen" szavazat győzelmét hirdetve

### Afrikáner republikanizmus
A két búr köztársaság, a Dél-Afrika Köztársasága (más néven Transvaal) és Oranje Szabadállam veresége ellenére a köztársasági hangulat továbbra is erős maradt a Dél-afrikai Unióban az afrikánerek körében. D. F. Malan szakított J. B. M. Hertzog miniszterelnök Nemzeti Pártjával, amikor az egyesült Jan Smuts Dél-afrikai Pártjával, és megalakította a Gesuiwerde Nasionale Party-t ("Megtisztított Nemzeti Pártot"), amely egy afrikáner irányítás alatt álló dél-afrikai köztársaságot kívánt létrehozni. Ezt támogatta a titkos Afrikaner Broederbond szervezet, amelynek elnöke, L. J. du Plessis kijelentette:
A nemzeti kultúra és a nemzeti jólét nem bontakozhat ki teljesen, ha Dél-Afrika népe alkotmányosan nem szakít meg minden külföldi köteléket. A kulturális és gazdasági igények után az afrikánereknek népünk alkotmányos szükségleteinek kell szentelniük a figyelmet. Ehhez a célhoz hozzá kell adni egy teljes mértékben független, valódi "afrikaans" kormányformát Dél-Afrikában... egy olyan kormányzati formát, amely saját államfőnkben, csont a csontunkból, hús a húsunkból inspirál bennünket ellenállhatatlan egység és erő elérésére.
1940-ben Malan Hertzoggal együtt megalapította a Herenigde Nasionale Party-t (vagy "Újraegyesített Nemzeti Párt"), amely vállalta, hogy harcolni fog egy "szabad független köztársaságért, amely elválasztja Dél-Afrikát a brit koronától és a Birodalomtól", és "lépésről lépésre eltávolít minden olyan anomáliát, amely akadályozza nemzeti szabadságunk kiteljesedését."

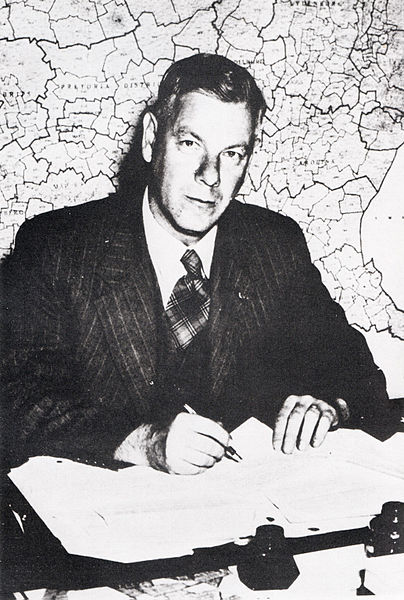
Hendrik Verwoerd, a Die Transvaler szerkesztője, majd Dél-Afrika miniszterelnöke 1958 és 1966 között

Még abban az évben a Broederbond által kinevezett bizottság összeült, hogy kidolgozza a köztársaság alkotmányát; jelen voltak a Nemzeti Párt jövőbeli kabinetminiszterei, mint Hendrik Verwoerd, Albert Hertzog és Eben Dönges.
1942-ben az afrikaans nyelvű Die Burger és Die Transvaler újságok közzétették a köztársasági alkotmány tervezetének részleteit, amely egy államelnököt írt elő, akit csak a "Burgers" néven ismert fehér állampolgárok választanak meg, aki „csak Istennek tartozik felelősséggel... a hivatala során tettekért", amelyet egy kizárólag tanácsadói jogkörrel rendelkező Közösségi Tanács segít. Emellett az afrikaans lenne az ország hivatalos nyelv, az angol pedig "kiegészítő" nyelvként "szolgálhat".
A nemzetközösségi tagság folytatásával kapcsolatban a Broederbond álláspontja az volt, hogy „köztársasági célunk sarkalatos eleme marad a Nemzetközösségből való mielőbbi távozás”.
VI. György király és családja dél-afrikai látogatása során 1947-ben az afrikaans nyelvű Die Transvaler újság, amelynek Verwoerd szerkesztője volt, figyelmen kívül hagyta a királyi körutat, és csak Johannesburg "forgalmas utcáira" hivatkozott. Ezzel szemben a szélsőjobboldali Ossewabrandwag lapja nyíltan elítélte a körutat, és kijelentette, hogy "e monarchia nevében 27 000 búr nőt és gyermeket gyilkoltak meg az aranyért".

### A Nemzeti Párt újra hatalmon
1948-ban a most D. F. Malan által vezetett Nemzeti Párt került hatalomra, bár a választások során nem a köztársaság mellett kampányolt, hanem a Nemzetközösségben maradást részesítette előnyben, és ezzel azokat az afrikánereket vonzotta, akik egyébként az Egyesült Pártra szavaztak volna. A köztársasági kérdés lekicsinyelésére és a faji kérdésekre való összpontosításra vonatkozó döntést Nicholaas Havenga, az Afrikaner Párt (AP) vezetője igencsak befolyásolta, egyrészt mivel választási szövetséget alakított Nemzeti Párttal, másrészt mert az AP nélkül a Nemzeti Párt kisebbségi korműnyba szorult volna a Népgyűlésben.
Malan utódja a miniszterelnöki székben, Hans Strijdom volt szintén lekicsinyelte a köztársasági kérdést, és kijelentette, hogy 1958-nál előbb semmilyen lépést nem fognak tenni ennek érdekében. Később azonban megerősítette pártja elkötelezettségét a köztársaság, valamint az egységes nemzeti zászló mellett. Strijdom kijelentette, hogy azt a kérdést, hogy Dél-Afrika a Nemzetközösségen belüli vagy kívüli köztársaság lesz, "az akkor uralkodó körülmények figyelembevételével" fogják eldönteni. Elődjéhez hasonlóan Strijdom is kinyilvánította a párt azon meggyőződését, hogy a köztársaságot csak "a nép széles akarata" alapján lehet kikiáltani.

Amikor 1958-ban Strijdom elhalálozott, és Verwoerd lett a miniszterelnök, beszédet mondott a parlamentben, amelyben kijelentette, hogy:
Valóban ez volt az alapja az évek során folytatott harcunknak: az imperializmus elleni nacionalizmus. Ez a harc 1910 óta: köztársaság a monarchikus kapcsolattal szemben... Mi egyértelműen és nyíltan kiállunk a köztársaság megfelelő módon és időben történő létrehozása mellett.
1960-ban Verwoerd bejelentette, hogy csak a fehérek körében kíván népszavazást tartani a köztársaság létrehozásáról, és az erről szóló törvényjavaslatot ugyanazon év április 23-án terjesztették a parlament elé. A népszavazási törvényt 1960. június 3-án hagyták jóvá. Verwoerd itt kjelentette, hogy a változtatást támogató egyszerű többség döntő lenne.
Mielőtt 1958-ban Verwoerd lett volna a miniszterelnök, Strijdom 21-ről 18 évre csökkentette a szavazási korhatárt. Az afrikénerek, akik nagyobb valószínűséggel támogatták a Nemzeti Pártot, mint az angolul beszélő fehérek, és a tetejébe sokkal magasabb volt a fiatalok aránya, mint az angolajkúaknál. A választói névjegyzékben a délnyugat-afrikai, mai Namíbia fehér szavazói is szerepeltek. Akárcsak Dél-Afrikában, az afrikánerek és a német nemzetiségűek a területen többen voltak mint az angol családi háttérrel rendelkezők.
Abban a reményben, hogy elnyerje a köztársaságot ellenzők – nemcsak az angolul beszélő fehérek, hanem az Egyesült Pártot továbbra is támogató afrikánerek támogatását,  – Verwoerd azt javasolta, hogy az alkotmányos változtatások minimálisak legyenek, és a királynőt egyszerűen egy államelnök váltsa fel az államfői poszton, amelynek hivatala nem végrehajtó, hanem ceremoniális feladatköröket ellátó poszt lenne.

### A Változás Szelei
Korábban, az év februárjában Harold Macmillan brit miniszterelnök beszédet mondott a fokvárosi parlamentben (mely később a Változás Szelei néven vált ismertté) amelyben az afrikai dekolonizáció elkerülhetetlenségéről beszélt, és nem nyíltan bár, de érezhetően szembehelyezkedett Dél-Afrika apartheidpolitikájával szemben. Ez arra késztette Verwoerdot, hogy kijelentse a parlamentben:
Ezt nem a Dél-afrikai Köztársaságnak mondták, hogy "ebben a tekintetben nem fogunk támogatni titeket." Ez egy figyelmeztetés volt mindannyiunknak, angolul és afrikaansul beszélőknek, republikánusoknak és köztársaságelleneseknek. Mindannyiunk számára világos volt, hogy ezek miatt az ügyek miatt a saját lábunkra kell állnunk.
Sok angolul beszélő fehér, aki Nagy-Britanniát "spirituális" otthonának tekintette, kiábrándult és elveszettnek érezte magát, köztük Douglas Mitchell, az Egyesült Párt natali Tagozatának vezetője. Annak ellenére, hogy ellenezte Verwoerd köztársasági terveit, Mitchell hevesen ellenezte Macmillan beszédének számos pontját is.

### Natal
Natalban, az egyetlen tartományban, ahol a fehérek többsége angolul beszélt, erős volt a köztársaságellenesség; 1955-ben a Föderális Párt kiadott egy röpiratot Az ügy a Köztársaság ellen néven, míg a Köztársaságellenes Liga nyilvános tüntetéseket szervezett. Az Arthur Selby, a Szövetségi Párt elnöke által alapított Liga létrehozta a 33 000 natali lakos által aláírt Natali Szövetséget, a köztársaság ellenében. Durbanben 2000 fős, Pietermaritzburgban 1500 fős tömegeket vonzva a Liga Natal legnagyobb politikai szervezetévé vált, 28 helyi szervezettel a tartományban, Selby pedig 80 000 aláírót kért a Szövetséghez. Az 1912-es Ulster-szövetség ihlette a Natal-szövetség alapító nyilatkozatának szövegét, mely így szólt:
Lelkiismeretünkben meg vagyunk győződve arról, hogy egy köztársaság katasztrofálisan hatna Natal és egész Dél-Afrika anyagi jólétére, felforgatná szabadságunkat és rombolná állampolgárságunkat, mi, akik neve itt szerepel aláírásként, férfiak és nők Natal, Őfelsége II. Erzsébet királynő hűséges alattvalói, ezennel ünnepélyes szövetségre kötelezzük magunkat, ezekben a veszélyekkel teli időkben, hogy karöltve állunk ki a korona védelmében, és minden lehetséges eszköz igénybevételében ami szükséges ahhoz, hogy legyőzzük azt a jelenlegi szándékot, hogy egy köztársaságot hozzanak létre Dél-Afrikában. És abban az esetben, ha egy köztársaságot ránk kényszerítenek, továbbra is ünnepélyesen és kölcsönösen megfogadjuk, hogy megtagadjuk annak legitimitását. Biztosan bízva abban, hogy Isten megvédi az igazat, nevünket ideírjuk. ISTEN ÓVJA A KIRÁLYNŐT.
A tartomány angol nyelvű napilapja, a Natal Witness a népszavazás napján arra figyelmeztette olvasóit, hogy:
Nem a Köztársaság ellen szavazni annyi, mint segíteni azoknak, akik kiszakítanának minket a kikötéseinkből, és egy alattomos és feltérképezetlen tengerbe sodródnának, éppen abban az időben, amikor a változás szele hurrikán erejűvé vált.

### Négerek
A fekete dél-afrikaiak, akiktől nem voltak jogosultak részvételre a népszavazáson, nem ellenezték önmagában a köztársaság létrehozását, de az új alkotmányban az egy személy, egy szavazat elvének közvetlen elutasítását látták, amint azt a Szabadság Charta kifejti. Annak ellenére, hogy ellenezte a monarchiát és a Nemzetközösséget, az Afrikai Nemzeti Kongresszus igyekezett mozgósítani az ellenzéket a köztársasággal szemben, mivel az ANC ezt Verwoerd kísérletének tekintette, hogy megszilárdítsa a fehérek hatalmát.

## A kampány

### Igen

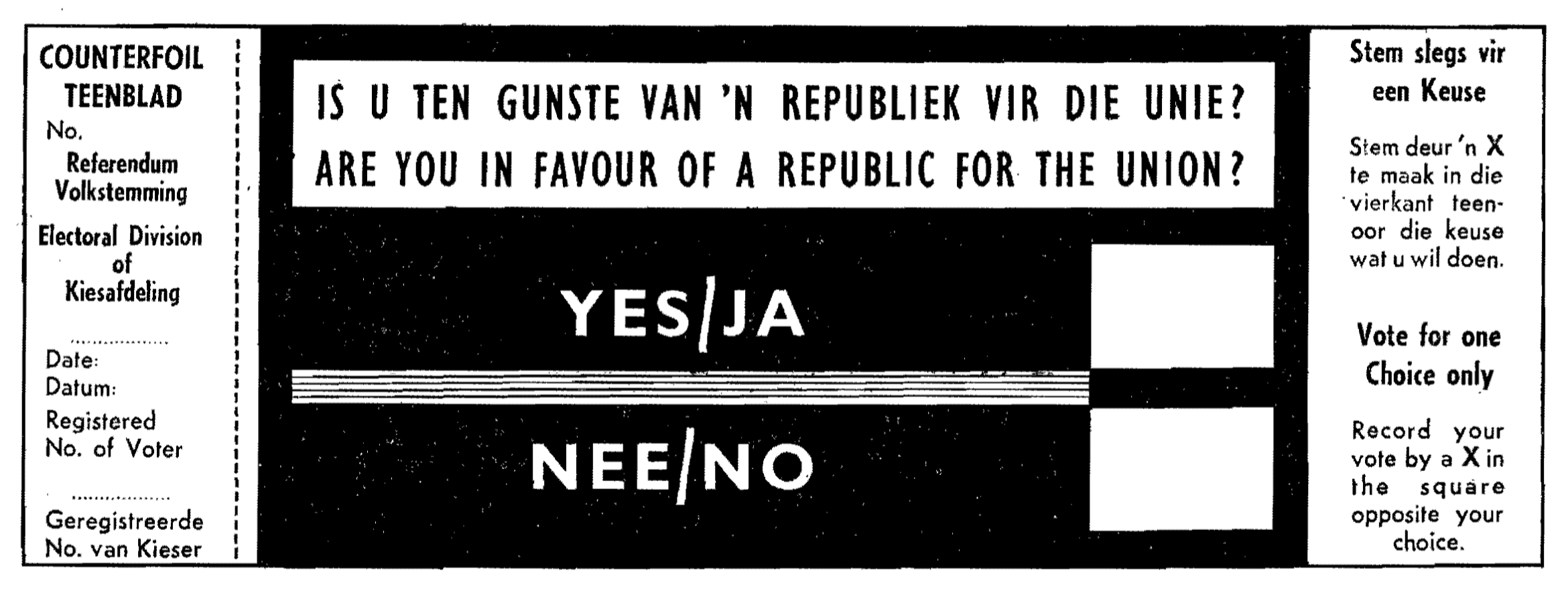
Szavazólap

A köztársaságpárti kampány a fehérek egységének szükségességére összpontosított az afrikai brit dekolonizáció és az egykori belga Kongó függetlenné válását követő véres polgárháborúba való kitörése miatt, amely Verwoerd szerint hasonló káoszt okozhat Dél-Afrikában. Azzal is érvelt, hogy Dél-Afrika kapcsolatai a brit monarchiával zűrzavarhoz vezettek az ország státuszát illetően, és az egyik hirdetés ezt hirdette: „Legyünk most igazi köztársaság, ahelyett, hogy a kettő államforma között ragadnánk és maradnánk”.
Az egyik kampányplakát az angol nyelvű plakátokon a „To re-unite and keep South Africa white, a Republic now szlogent használta, míg afrikaans nyelven a szlogen a következő volt: Ons republiek nou, om Suid-Afrika blank te hou („Köztársaságot most, hogy Dél-Afrika fehér maradjon"). Egy másik plakáton két összekulcsolt kéz szerepelt, „Az ön népe, az én népem, a mi köztársaságunk” szlogennel.

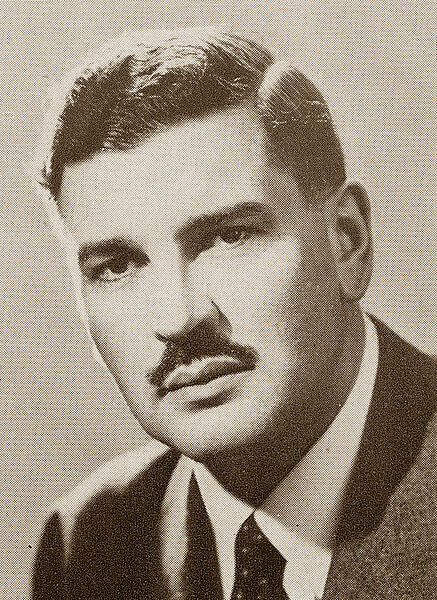
Sir De Villiers Graaff, az Egyesült Párt vezére

### Nem
Az ellenzéki Egyesült Párt (VP) aktívan kampányolt a „nem” szavazás mellett, azzal érvelve, hogy Dél-Afrika tagsága a Nemzetközösségben, amellyel kiváltságos kereskedelmi kapcsolatokat ápol, veszélybe kerülne, és nagyobb elszigeteltséghez vezetne. Az egyik hirdetés rámutatott, hogy a Nemzetközösség piacaihoz való hozzáférés évi kétszázmillió fontot ér (kb 4,3 milliárd font 2022-ben). Egy másik azt hirdette: "Szükséged van barátokra. Ne hagyd, hogy Verwoerd elveszítse mindet". Sir De Villiers Graaff, a VP vezetője arra szólította fel a választókat, hogy utasítsák el a köztársaságot, "hogy a Brit Nemzetközösségben maradhassunk, és így megvédve magunkat a kommunizmustól és a vérszemet kapott afrikai nacionalizmustól".
Egy köztársaságot támogató szavazókat megszólító hirdetés kijelentette: "A kérdés nem a monarchia vagy a köztársaság, hanem a demokrácia vagy a diktatúra".

## Eredmények

### Tartományonként
| Tartomány                                       | Igen       | Igen  | Nem        | Nem   | Érvénytelen | Összesen | Jogosult | Részvétel (%) |
| Tartomány                                       | Szavazatok | %     | Szavazatok | %     | Érvénytelen | Összesen | Jogosult | Részvétel (%) |
| ----------------------------------------------- | ---------- | ----- | ---------- | ----- | ----------- | -------- | -------- | ------------- |
| Fokföld                                         | 271,418    | 50.15 | 269,784    | 49.85 | 2,881       | 544,083  | 591,298  | 92.02         |
| Natal                                           | 42,299     | 23.78 | 135,598    | 76.22 | 688         | 178,585  | 193,103  | 92.48         |
| Oranje Szabadállam                              | 110,171    | 76.72 | 33,438     | 23.28 | 798         | 144,407  | 160,843  | 89.78         |
| Délnyugat-Afrika                                | 19,938     | 62.39 | 12,017     | 37.61 | 280         | 32,235   | 37,135   | 86.80         |
| Transvaal                                       | 406,632    | 55.58 | 325,041    | 44.42 | 3,257       | 734,930  | 818,047  | 89.84         |
| Forrás: Government Gazette Extraordinary (6557) |            |       |            |       |             |          |          |               |

### Választókerületenként[49]
| Tartomány          | Választókerület           | Igen       | Igen  | Nem        | Nem   | Érvénytelen | Összesen | Jogosult | Részvétel (%) |
| Tartomány          | Választókerület           | Szavazatok | %     | Szavazatok | %     | Érvénytelen | Összesen | Jogosult | Részvétel (%) |
| ------------------ | ------------------------- | ---------- | ----- | ---------- | ----- | ----------- | -------- | -------- | ------------- |
| Fokföld            | Albany                    | 2,448      | 23.02 | 8,184      | 76.98 | 47          | 10,679   | 11,606   | 92.01         |
| Fokföld            | Aliwal                    | 5,243      | 58.14 | 3,775      | 41.86 | 53          | 9,071    | 9,583    | 94.66         |
| Fokföld            | Beaufort West             | 6,223      | 77.81 | 1,775      | 22.19 | 45          | 8,043    | 8,919    | 90.18         |
| Fokföld            | Bellville                 | 8,387      | 62.73 | 4,984      | 37.27 | 57          | 13,428   | 14,548   | 92.30         |
| Fokföld            | Ceres                     | 6,596      | 77.00 | 1,970      | 23.00 | 53          | 8,619    | 9,416    | 91.54         |
| Fokföld            | Constantia                | 1,638      | 13.60 | 10,405     | 86.40 | 30          | 12,073   | 13,277   | 90.93         |
| Fokföld            | Cradock                   | 5,615      | 66.76 | 2,796      | 33.24 | 41          | 8,452    | 9,140    | 92.47         |
| Fokföld            | De Aar—Colesberg          | 5,846      | 70.60 | 2,434      | 29.40 | 52          | 8,332    | 9,052    | 92.05         |
| Fokföld            | Fort Beaufort             | 4,910      | 55.46 | 3,943      | 44.54 | 52          | 8,905    | 9,327    | 95.48         |
| Fokföld            | George                    | 7,842      | 76.83 | 2,365      | 23.17 | 51          | 10,258   | 10,969   | 93.52         |
| Fokföld            | Gordonia                  | 5,925      | 70.72 | 2,453      | 29.28 | 71          | 8,449    | 9,289    | 90.96         |
| Fokföld            | Graaff-Reinet             | 5,576      | 68.55 | 2,558      | 31.45 | 66          | 8,200    | 8,876    | 92.38         |
| Fokföld            | Green Point               | 1,784      | 16.52 | 9,018      | 83.48 | 39          | 10,841   | 12,350   | 87.78         |
| Fokföld            | Hottentots-Holland        | 5,688      | 56.19 | 4,434      | 43.81 | 57          | 10,179   | 10,876   | 93.59         |
| Fokföld            | Humansdorp                | 6,269      | 65.04 | 3,369      | 34.96 | 52          | 9,690    | 10,298   | 94.10         |
| Fokföld            | Cape Town Gardens         | 3,706      | 31.08 | 8,217      | 68.92 | 47          | 11,970   | 13,467   | 88.88         |
| Fokföld            | Kimberley North           | 6,438      | 59.89 | 4,312      | 40.11 | 12          | 10,762   | 11,885   | 90.55         |
| Fokföld            | Kimberley South           | 6,067      | 54.33 | 5,099      | 45.67 | 87          | 11,253   | 12,292   | 91.55         |
| Fokföld            | King Wiiliam’s Town       | 3,104      | 29.20 | 7,525      | 70.80 | 27          | 10,656   | 11,294   | 94.35         |
| Fokföld            | Kuruman                   | 6,225      | 69.11 | 2,782      | 30.89 | 50          | 9,057    | 9,747    | 92.92         |
| Fokföld            | Maitland                  | 3,866      | 35.48 | 7,029      | 64.52 | 44          | 10,939   | 12,099   | 90.41         |
| Fokföld            | Malmesbury                | 7,463      | 74.44 | 2,562      | 25.56 | 92          | 10,117   | 10,790   | 93.76         |
| Fokföld            | Moorreesburg              | 6,636      | 74.54 | 2,267      | 25.46 | 67          | 8,970    | 9,738    | 92.11         |
| Fokföld            | Mossel Bay                | 6,939      | 75.02 | 2,311      | 24.98 | 71          | 9,321    | 9,984    | 93.36         |
| Fokföld            | Namakwaland               | 6,686      | 76.51 | 2,053      | 23.49 | 140         | 8,879    | 9,912    | 89.58         |
| Fokföld            | East London North         | 2,294      | 18.95 | 9,812      | 81.05 | 116         | 12,222   | 12,993   | 94.07         |
| Fokföld            | East London City          | 2,662      | 23.85 | 8,499      | 76.15 | 53          | 11,214   | 12,391   | 90.50         |
| Fokföld            | Oudtshoorn                | 7,342      | 78.05 | 2,065      | 21.95 | 73          | 9,480    | 10,438   | 90.82         |
| Fokföld            | Paarl                     | 7,314      | 69.08 | 3,273      | 30.92 | 81          | 10,668   | 11,498   | 92.78         |
| Fokföld            | Parow                     | 9,300      | 75.73 | 2,980      | 24.27 | 68          | 12,348   | 13,582   | 90.91         |
| Fokföld            | Pinelands                 | 2,143      | 18.26 | 9,593      | 81.74 | 16          | 11,752   | 12,687   | 92.63         |
| Fokföld            | Piketberg                 | 7,385      | 86.04 | 1,198      | 13.96 | 48          | 8,631    | 9,286    | 92.95         |
| Fokföld            | Port Elizabeth North      | 7,143      | 57.67 | 5,244      | 42.33 | 61          | 12,448   | 13,586   | 91.62         |
| Fokföld            | Port Elizabeth Central    | 4,149      | 36.30 | 7,280      | 63.70 | 43          | 11,472   | 12,576   | 91.22         |
| Fokföld            | Port Elizabeth South      | 2,645      | 21.63 | 9,583      | 78.37 | 33          | 12,261   | 13,217   | 92.77         |
| Fokföld            | Port Elizabeth West       | 3,926      | 28.17 | 10,009     | 71.83 | 55          | 13,990   | 14,734   | 94.95         |
| Fokföld            | Prieska                   | 5,209      | 61.12 | 3,313      | 38.88 | 45          | 8,567    | 9,154    | 93.59         |
| Fokföld            | Queenstown                | 5,257      | 49.43 | 5,378      | 50.57 | 14          | 10,649   | 11,112   | 95.83         |
| Fokföld            | Rondebosch                | 1,622      | 13.43 | 10,456     | 86.57 | 36          | 12,114   | 13,301   | 91.08         |
| Fokföld            | Sea Point                 | 1,077      | 9.01  | 10,877     | 90.99 | 38          | 11,992   | 12,798   | 93.70         |
| Fokföld            | Simonstown                | 2,591      | 21.92 | 9,229      | 78.08 | 57          | 11,877   | 13,017   | 91.24         |
| Fokföld            | Somerset East             | 6,025      | 68.87 | 2,723      | 31.13 | 101         | 8,849    | 9,375    | 94.39         |
| Fokföld            | Salt River                | 1,936      | 20.85 | 7,349      | 79.15 | 64          | 9,349    | 10,610   | 88.11         |
| Fokföld            | Stellenbosch              | 8,086      | 67.82 | 3,836      | 32.18 | 27          | 11,949   | 13,194   | 90.56         |
| Fokföld            | Swellendam                | 5,602      | 59.77 | 3,771      | 40.23 | 70          | 9,443    | 10,103   | 93.47         |
| Fokföld            | Transkeian Territories    | 2,316      | 25.93 | 6,616      | 74.07 | 103         | 9,035    | 9,698    | 93.16         |
| Fokföld            | Uitenhage                 | 8,938      | 65.98 | 4,609      | 34.02 | 77          | 13,624   | 14,624   | 93.16         |
| Fokföld            | False Bay                 | 6,517      | 58.42 | 4,638      | 41.58 | 42          | 11,197   | 12,408   | 90.24         |
| Fokföld            | Vasco                     | 7,138      | 63.41 | 4,119      | 36.59 | 56          | 11,313   | 12,660   | 89.36         |
| Fokföld            | Vryburg                   | 6,408      | 68.57 | 2,937      | 31.43 | 59          | 9,404    | 10,303   | 91.27         |
| Fokföld            | Worcester                 | 6,793      | 66.63 | 3,402      | 33.37 | 20          | 10,215   | 11,287   | 90.50         |
| Fokföld            | Wynberg                   | 2,480      | 22.85 | 8,375      | 77.15 | 22          | 10,877   | 11,932   | 91.16         |
| Natal              | Drakensberg               | 3,801      | 41.54 | 5,349      | 58.46 | 50          | 9,200    | 9,956    | 92.41         |
| Natal              | Durban—Berea              | 1,010      | 8.34  | 11,098     | 91.66 | 22          | 12,130   | 12,916   | 93.91         |
| Natal              | Durban—Musgrave           | 823        | 6.93  | 11,053     | 93.07 | 42          | 11,918   | 12,769   | 93.34         |
| Natal              | Durban North              | 1,282      | 10.09 | 11,426     | 89.91 | 27          | 12,735   | 13,507   | 94.28         |
| Natal              | Durban Point              | 1,554      | 12.33 | 11,049     | 87.67 | 28          | 12,631   | 14,156   | 89.23         |
| Natal              | Durban Central            | 1,445      | 13.16 | 9,538      | 86.84 | 21          | 11,004   | 12,120   | 90.79         |
| Natal              | Durban-Umbilo             | 1,766      | 15.62 | 9,537      | 84.38 | 45          | 11,348   | 12,386   | 91.62         |
| Natal              | Durban Umlazi             | 2,706      | 23.15 | 8,983      | 76.85 | 32          | 11,721   | 12,675   | 92.47         |
| Natal              | Natal South Coast         | 1,669      | 17.70 | 7,761      | 82.30 | 14          | 9,444    | 10,206   | 92.53         |
| Natal              | Newcastle                 | 5,793      | 59.98 | 3,865      | 40.02 | 54          | 9,712    | 10,446   | 92.97         |
| Natal              | Pietermaritzburg District | 1,890      | 17.84 | 8,705      | 82.16 | 84          | 10,679   | 11,496   | 92.89         |
| Natal              | Pietermaritzburg City     | 3,689      | 29.12 | 8,978      | 70.88 | 84          | 12,751   | 13,866   | 91.96         |
| Natal              | Pinetown                  | 1,705      | 15.90 | 9,016      | 84.10 | 46          | 10,767   | 11,520   | 93.46         |
| Natal              | Umblatuzana               | 3,887      | 29.05 | 9,495      | 70.95 | 50          | 13,432   | 14,473   | 92.81         |
| Natal              | Vryheid                   | 5,613      | 63.87 | 3,175      | 36.13 | 55          | 8,843    | 9,554    | 92.56         |
| Natal              | Zululand                  | 3,666      | 35.81 | 6,570      | 64.19 | 34          | 10,270   | 11,057   | 92.88         |
| Oranje Szabadállam | Bethlehem                 | 7,689      | 82.56 | 1,624      | 17.44 | 87          | 9,400    | 10,400   | 90.38         |
| Oranje Szabadállam | Bloemfontein District     | 8,773      | 84.33 | 1,630      | 15.67 | 29          | 10,432   | 11,803   | 88.38         |
| Oranje Szabadállam | Bloemfontein East         | 8,390      | 68.12 | 3,926      | 31.88 | 23          | 12,339   | 14,438   | 85.46         |
| Oranje Szabadállam | Bloemfontein West         | 8,468      | 65.35 | 4,490      | 34.65 | 22          | 12,980   | 14,551   | 89.20         |
| Oranje Szabadállam | Fauresmith—Boshof         | 7,174      | 82.08 | 1,566      | 17.92 | 45          | 8,785    | 9,333    | 94.13         |
| Oranje Szabadállam | Harrismith                | 6,969      | 82.04 | 1,526      | 17.96 | 43          | 8,538    | 9,195    | 92.85         |
| Oranje Szabadállam | Heilbron                  | 8,328      | 78.42 | 2,292      | 21.58 | 85          | 10,705   | 11,751   | 91.10         |
| Oranje Szabadállam | Kroonstad                 | 7,913      | 79.11 | 2,090      | 20.89 | 54          | 10,057   | 11,057   | 90.96         |
| Oranje Szabadállam | Ladybrand                 | 6,315      | 76.25 | 1,967      | 23.75 | 146         | 8,428    | 9,154    | 92.07         |
| Oranje Szabadállam | Odendaalsrus              | 8,517      | 75.11 | 2,823      | 24.89 | 44          | 11,384   | 13,277   | 85.74         |
| Oranje Szabadállam | Smithfield                | 6,997      | 81.10 | 1,631      | 18.90 | 58          | 8,686    | 9,247    | 93.93         |
| Oranje Szabadállam | Vredefort                 | 7,343      | 81.08 | 1,713      | 18.92 | 45          | 9,101    | 10,158   | 89.59         |
| Oranje Szabadállam | Welkom                    | 9,437      | 67.01 | 4,647      | 32.99 | 50          | 14,134   | 16,147   | 87.53         |
| Oranje Szabadállam | Winburg                   | 7,858      | 83.85 | 1,513      | 16.15 | 67          | 9,438    | 10,332   | 91.35         |
| Délnyugat-Afrika   | Etosha                    | 3,692      | 70.82 | 1,521      | 29.18 | 55          | 5,268    | 6,004    | 87.74         |
| Délnyugat-Afrika   | Karas                     | 2,933      | 58.37 | 2,092      | 41.63 | 44          | 5,069    | 5,533    | 91.61         |
| Délnyugat-Afrika   | Middelland                | 3,347      | 61.09 | 2,132      | 38.91 | 36          | 5,515    | 6,247    | 88.28         |
| Délnyugat-Afrika   | Namib                     | 2,911      | 59.35 | 1,994      | 40.65 | 51          | 4,956    | 5,600    | 88.50         |
| Délnyugat-Afrika   | Omaruru                   | 3,341      | 65.79 | 1,737      | 34.21 | 45          | 5,123    | 6,063    | 84.50         |
| Délnyugat-Afrika   | Windhoek                  | 3,714      | 59.38 | 2,541      | 40.62 | 49          | 6,304    | 7,688    | 82.00         |
| Transvaal          | Alberton                  | 8,154      | 68.48 | 3,753      | 31.52 | 32          | 11,939   | 13,457   | 88.72         |
| Transvaal          | Benoni                    | 4,400      | 40.38 | 6,497      | 59.62 | 36          | 10,933   | 12,266   | 89.13         |
| Transvaal          | Bethal-Middelburg         | 5,977      | 66.35 | 3,031      | 33.65 | 54          | 9,062    | 9,897    | 91.56         |
| Transvaal          | Bezuidenhout              | 2,279      | 21.44 | 8,352      | 78.56 | 35          | 10,666   | 12,031   | 88.65         |
| Transvaal          | Boksburg                  | 6,871      | 54.22 | 5,801      | 45.78 | 63          | 12,735   | 13,798   | 92.30         |
| Transvaal          | Brakpan                   | 6,796      | 61.72 | 4,215      | 38.28 | 22          | 11,033   | 12,496   | 88.29         |
| Transvaal          | Brits                     | 7,038      | 77.67 | 2,023      | 22.33 | 81          | 9,142    | 10,018   | 91.26         |
| Transvaal          | Christiana                | 6,760      | 73.17 | 2,479      | 26.83 | 68          | 9,307    | 9,931    | 93.72         |
| Transvaal          | Edenvale                  | 7,265      | 59.26 | 4,994      | 40.74 | 46          | 12,305   | 13,932   | 88.32         |
| Transvaal          | Ermelo                    | 5,745      | 64.30 | 3,190      | 35.70 | 100         | 9,035    | 9,907    | 91.20         |
| Transvaal          | Florida                   | 4,808      | 40.00 | 7,212      | 60.00 | 16          | 12,036   | 12,823   | 93.86         |
| Transvaal          | Geduld                    | 7,640      | 64.07 | 4,284      | 35.93 | 40          | 11,964   | 13,520   | 88.49         |
| Transvaal          | Germiston                 | 6,848      | 66.87 | 3,393      | 33.13 | 53          | 10,294   | 11,940   | 86.21         |
| Transvaal          | Germiston District        | 3,972      | 33.11 | 8,026      | 66.89 | 62          | 12,060   | 13,353   | 90.32         |
| Transvaal          | Groblersdal               | 7,129      | 79.98 | 1,784      | 20.02 | 56          | 8,969    | 9,811    | 91.42         |
| Transvaal          | Heidelberg                | 7,072      | 72.95 | 2,622      | 27.05 | 39          | 9,733    | 10,880   | 89.46         |
| Transvaal          | Hercules                  | 9,502      | 84.92 | 1,687      | 15.08 | 30          | 11,219   | 13,095   | 85.67         |
| Transvaal          | Hillbrow                  | 1,285      | 11.64 | 9,757      | 88.36 | 33          | 11,075   | 12,683   | 87.32         |
| Transvaal          | Hospital                  | 2,162      | 23.78 | 6,929      | 76.22 | 30          | 9,121    | 11,012   | 82.83         |
| Transvaal          | Houghton                  | 1,153      | 9.85  | 10,555     | 90.15 | 31          | 11,739   | 12,721   | 92.28         |
| Transvaal          | Innesdal                  | 8,283      | 72.70 | 3,110      | 27.30 | 26          | 11,419   | 12,566   | 90.87         |
| Transvaal          | Jeppes                    | 3,259      | 33.54 | 6,459      | 66.46 | 47          | 9,765    | 11,647   | 83.84         |
| Transvaal          | Johannesburg North        | 1,488      | 12.26 | 10,652     | 87.74 | 23          | 12,163   | 13,067   | 93.08         |
| Transvaal          | Kempton Park              | 8,577      | 66.97 | 4,231      | 33.03 | 68          | 12,876   | 14,276   | 90.19         |
| Transvaal          | Kensington                | 1,824      | 16.54 | 9,207      | 83.46 | 15          | 11,046   | 12,130   | 91.06         |
| Transvaal          | Klerksdorp                | 9,452      | 70.17 | 4,018      | 29.83 | 19          | 13,489   | 15,192   | 88.79         |
| Transvaal          | Krugersdorp               | 7,107      | 63.95 | 4,007      | 36.05 | 66          | 11,180   | 12,787   | 87.43         |
| Transvaal          | Langlaagte                | 6,853      | 61.76 | 4,244      | 38.24 | 50          | 11,147   | 12,340   | 90.33         |
| Transvaal          | Lichtenburg               | 7,333      | 79.55 | 1,885      | 20.45 | 31          | 9,249    | 10,094   | 91.63         |
| Transvaal          | Losberg                   | 6,231      | 63.87 | 3,525      | 36.13 | 73          | 9,829    | 10,864   | 90.47         |
| Transvaal          | Lydenburg—Barberton       | 5,589      | 65.35 | 2,964      | 34.65 | 130         | 8,683    | 9,558    | 90.85         |
| Transvaal          | Maraisburg                | 7,412      | 70.81 | 3,055      | 29.19 | 41          | 10,508   | 12,332   | 85.21         |
| Transvaal          | Marico                    | 5,756      | 68.56 | 2,640      | 31.44 | 39          | 8,435    | 9,073    | 92.97         |
| Transvaal          | Mayfair                   | 6,278      | 65.49 | 3,308      | 34.51 | 74          | 9,660    | 11,256   | 85.82         |
| Transvaal          | Nelspruit                 | 6,359      | 66.21 | 3,246      | 33.79 | 18          | 9,623    | 10,548   | 91.23         |
| Transvaal          | Nigel                     | 6,883      | 64.74 | 3,749      | 35.26 | 29          | 10,661   | 11,660   | 91.43         |
| Transvaal          | North East Rand           | 2,875      | 24.29 | 8,959      | 75.71 | 32          | 11,866   | 12,805   | 92.67         |
| Transvaal          | North West Rand           | 6,700      | 57.42 | 4,969      | 42.58 | 37          | 11,706   | 12,711   | 92.09         |
| Transvaal          | Orange Grove              | 889        | 7.42  | 11,086     | 92.58 | 51          | 12,026   | 12,671   | 94.91         |
| Transvaal          | Parktown                  | 1,038      | 8.89  | 10,640     | 91.11 | 29          | 11,707   | 12,491   | 93.72         |
| Transvaal          | Pietersburg               | 6,925      | 74.67 | 2,349      | 25.33 | 71          | 9,345    | 10,440   | 89.51         |
| Transvaal          | Potchefstroom             | 8,288      | 74.13 | 2,893      | 25.87 | 77          | 11,258   | 12,767   | 88.18         |
| Transvaal          | Pretoria District         | 7,086      | 65.28 | 3,768      | 34.72 | 33          | 10,887   | 11,845   | 91.91         |
| Transvaal          | Pretoria East             | 9,834      | 69.65 | 4,286      | 30.35 | 44          | 14,164   | 15,537   | 91.16         |
| Transvaal          | Pretoria—Rissik           | 5,664      | 44.89 | 6,954      | 55.11 | 26          | 12,644   | 13,848   | 91.31         |
| Transvaal          | Pretoria Central          | 6,958      | 71.46 | 2,779      | 28.54 | 14          | 9,751    | 11,607   | 84.01         |
| Transvaal          | Pretoria—Sunnyside        | 7,774      | 57.59 | 5,724      | 42.41 | 42          | 13,540   | 15,080   | 89.79         |
| Transvaal          | Pretoria West             | 8,453      | 75.12 | 2,799      | 24.88 | 54          | 11,306   | 13,324   | 84.85         |
| Transvaal          | Prinshof                  | 7,709      | 67.28 | 3,749      | 32.72 | 35          | 11,493   | 13,540   | 84.88         |
| Transvaal          | Randfontein               | 6,918      | 64.37 | 3,830      | 35.63 | 77          | 10,825   | 11,911   | 90.88         |
| Transvaal          | Roodepoort                | 8,074      | 66.18 | 4,126      | 33.82 | 49          | 12,249   | 13,314   | 92.00         |
| Transvaal          | Rosettenville             | 2,631      | 22.95 | 8,833      | 77.05 | 46          | 11,510   | 12,834   | 89.68         |
| Transvaal          | Rustenburg                | 6,398      | 68.26 | 2,975      | 31.74 | 45          | 9,418    | 10,323   | 91.23         |
| Transvaal          | Soutpansberg              | 6,859      | 73.52 | 2,470      | 26.48 | 74          | 9,403    | 10,332   | 91.01         |
| Transvaal          | Springs                   | 4,525      | 39.08 | 7,053      | 60.92 | 73          | 11,651   | 12,790   | 91.09         |
| Transvaal          | Standerton                | 6,003      | 64.00 | 3,376      | 36.00 | 66          | 9,445    | 10,286   | 91.82         |
| Transvaal          | Turffontein               | 3,974      | 35.06 | 7,360      | 64.94 | 70          | 11,404   | 12,772   | 89.29         |
| Transvaal          | Vanderbijl Park           | 9,497      | 74.63 | 3,229      | 25.37 | 35          | 12,761   | 13,877   | 91.96         |
| Transvaal          | Ventersdorp               | 6,695      | 67.64 | 3,203      | 32.36 | 91          | 9,989    | 11,026   | 90.59         |
| Transvaal          | Vereeniging               | 6,833      | 57.63 | 5,024      | 42.37 | 55          | 11,912   | 12,948   | 92.00         |
| Transvaal          | Von Brandis               | 2,319      | 24.54 | 7,131      | 75.46 | 50          | 9,500    | 11,210   | 84.75         |
| Transvaal          | Wakketstroom              | 6,443      | 73.22 | 2,357      | 26.78 | 63          | 8,863    | 9,545    | 92.85         |
| Transvaal          | Waterberg                 | 7,576      | 85.97 | 1,236      | 14.03 | 38          | 8,850    | 9,652    | 91.69         |
| Transvaal          | Westdene                  | 6,960      | 65.09 | 3,733      | 34.91 | 28          | 10,721   | 11,936   | 89.82         |
| Transvaal          | Witbank                   | 6,439      | 68.07 | 3,020      | 31.93 | 34          | 9,493    | 10,683   | 88.86         |
| Transvaal          | Wolmaransstad             | 7,192      | 74.98 | 2,400      | 25.02 | 29          | 9,621    | 10,564   | 91.07         |
| Transvaal          | Wonderboom                | 8,368      | 82.74 | 1,746      | 17.26 | 70          | 10,184   | 11,667   | 87.29         |
| Transvaal          | Yeoville                  | 1,195      | 10.58 | 10,100     | 89.42 | 43          | 11,338   | 12,749   | 88.93         |

## Fogadtatása

### A választók részéről
A Transvaal és Orange Free State egykori búr köztársaságaiban élő fehérek határozottan igennel szavaztak, csakúgy, mint Délnyugat-Afrikában. A köztársaság megalakulásának előestéjén a Die Transvaler kijelentette:
A mi köztársaságunk Isten, népünkre vonatkozó tervének elkerülhetetlen beteljesülése… egy terv, amely 1652-ben született, amikor Jan van Riebeeck megérkezett Fokföldre… amihez köztársaságaink 1902-es veresége szükséges lépés volt.
Fokföld kis többséggel igen, míg Natal túlnyomó többségben nemmel szavazott; Durban North, Pinetown és Durban Musgrave választókerületeiben a köztársaság ellen szavaztak 89,7, 83,7 és 92,7 százalékkal. A népszavazás eredményét követően Douglas Mitchell, az Egyesült Párt natali vezetője kijelentette:
Nekünk Natalban nem leszünk része ennek a Köztársaságnak. Muszáj ellenállnunk, ellenállni mindennek, ellenállni a nacionalista kormánynak. A lehető legerősebb erkölcsi alapon kivonom Natalt ebből a köztársaságból, amennyire csak lehet.
Mitchell Natal küldöttségét vezette, amely nagyobb autonómiát keresett a tartomány számára, de sikertelenül. Más natali fehérek odáig mentek, hogy az Unióból való kiválást kérték, valamint Kelet-Fokföld tartomány egyes részeit. Mitchell azonban elutasította a függetlenség gondolatát, mint „öngyilkosságot”, bár nem zárta ki, hogy a jövőben ezt kérje.
Az angolul beszélő fehérek megbékítő gesztusaként, és elismerve, hogy egyesek támogatták őt a népszavazáson, Verwoerd két angolul beszélő tagot nevezett ki kormányába.

### Az ANC és szövetségesei reakciója
1961. március 25-én, válaszul a népszavazásra, az ANC kongresszust tartott Pietermaritzburgban, amelyen 1398 küldött vett részt az ország minden részéről. Határozatot fogadott el, amely kijelenti, hogy "semmilyen alkotmány vagy kormányforma, amelyet a lakosság abszolút többségét alkotó afrikai emberek részvétele nélkül határoznak meg, nem élvezhet erkölcsi érvényt vagy támogatást sem Dél-Afrikán belül, sem annak határain túl".

Nemzeti Konvenciót és tömegtüntetések szervezését szorgalmazta a Nelson Mandela által "nem kívánt köztársaságnak" nevezett időszak előestéjén, ha a kormány nem hívja össze. Írta:
A határozat ezen részének elfogadása nem jelentette azt, hogy a konferencia a monarchiát részesítette előnyben a köztársasági államformával szemben. Az ilyen megfontolások lényegtelenek és irrelevánsak voltak. A szóban forgó kérdés, amelyet a küldöttek újra és újra hangsúlyoztak, az volt, hogy egy kisebbségi kormány úgy döntött, hogy kikiáltja a Fehér Köztársaságot, amelyben az afrikai emberek életkörülményei tovább romlanak.
Háromnapos általános sztrájkot hirdettek tiltakozásul a köztársaság kikiáltása ellen, de Verwoerd válaszul visszamondta a rendőrök pihenőre küldését, behívta a Polgári Erő 5000 fegyveres tartalékosát, és elrendelte a tüntetők letartóztatását.

### A Nemzetközösség részéről
Eredetileg a Nemzetközösség minden független országa domínium volt, amelynek államfője a mindenkori brit uralkodó volt. Az India köztársasággá válását megelőző 1949-es Londoni Nyilatkozat lehetővé tette a különböző államfővel rendelkező országok számára, hogy csatlakozzanak a Nemzetközösséghez vagy ott maradjanak, de csak a többi tag egyhangú beleegyezésével. Pakisztán (1956-ban) és később Ghána (1960-ban) kormánya élt ezzel az elvvel, és a Nemzeti Párt nem zárta ki, hogy Dél-Afrika továbbra is tagja legyen a Nemzetközösségnek, még ha a köztársaság mellett szavaznának is.
A Nemzetközösség azonban 1960-ra új ázsiai és afrikai tagokat vett fel, akiknek uralkodói az apartheid állam tagságát a szervezet új demokratikus elveinek megsértésének tekintették. Julius Nyerere, Tanganyika akkori főminisztere jelezte, hogy országa, amelynek 1961-ben függetlenné kellett válnia, nem csatlakozik a Nemzetközösséghez, ha Dél-Afrika a tagja marad. A Nemzetközösségi Miniszterelnöki Konferenciát 1961 márciusában, egy évvel a tervezett időpont előtt hívták össze a kérdés megoldására. Válaszul sok tag kilépéssel fenyegetőzött, ha elfogadják Dél-Afrika tagsági kérelmét. Ennek eredményeként Dél-Afrika tagsági kérelmét visszavonták, ami azt jelenti, hogy 1961. május 31-én köztársasággá válásakor az ország nemzetközösségi tagsága egyszerűen megszűnt.
Sok afrikáner üdvözölte ezt, mint a gyarmati múlttal való tiszta szakítást. Ezzel szemben Sir De Villiers Graaff megjegyezte, "milyen teljesen magányos és elszigetelt lett országunk", és újabb népszavazást kért a köztársaság kérdésében, azzal érvelve, hogy a Nemzetközösségi tagság megszűnése drámaian megváltoztatta a helyzetet. Arról a lelkes fogadtatásról, amelyet Verwoerd visszatérésekor kapott támogatóitól, Douglas Mitchell megjegyezte: "Örülnek, mert elvonultunk a világtól. Vajon ujjonganak-e majd, amikor a világ elvonul tőlünk?"

Verwoerd a bejelentést követő beszédében ezt mondta:
Arra kérem a dél-afrikai angolul beszélő embereket, hogy ne hagyják magukat bántani, bár érzem a szomorúságukat. A keretek ugyan kiestek, de ami még fontosabb, az a barátság és az egy nemzetként való összefogás – fehér emberekként, akiknek együtt kell megvédeniük a jövőjüket. Most megvan még az esély az összefogásra – egy szabad ország összefogása olyan alapon, amely a Nagy-Britanniával való barátság vágya.
Az apartheid végét követően Dél-Afrika újra csatlakozott a Nemzetközösséghez.

## A köztársaság felállítása

### Az államelnök beiktatása
A Dél-afrikai Köztársaságot 1961. május 31-én kiáltották ki, így II. Erzsébet királynő megszűnt államfő lenni, és az Unió utolsó főkormányzója, Charles Robberts Swart lépett hivatalba első államelnökként. Swartot a parlament 139 igen szavazattal, 71 ellenében választotta meg államelnöknek.

### Jogi és heraldikai változások
- A „koronára” vonatkozó jogi hivatkozásokat az „államra” való hivatkozások váltották fel.[70]
- A hűségeskü már nem a királynőnek, hanem a Dél-afrikai Köztársaságnak szólt.
- A királyi jogászok főjogászok néven folytathatják tovább munkájukat.[71]
- A "királyi" címet kiszedték néhány dél-afrikai hadsereg ezredének nevéből, mint például a Natali Karabélyosok egység nevéből. Néhány intézmény azonban megtartotta a "királyi" címet, például a Királyi Natal Nemzeti Park és a Dél-afrikai Királyi Társaság[72][73]
- A Népgyűlés buzogányát, fején a koronával, egy új buzogányra cserélték, a négy tartomány címerével, valamint vitorlás hajókkal és ökrösszekerekkel.[74]

A köztársasági státuszra váltás ellenére Natal címerén továbbra is látható volt a korona, amelyet csak 1954-ben tettek fel a címerre, bár ez nem Szent Eduárd koronája, amellyel a királynőt megkoronázták, sem a Tudor korona, amit korábbi brit uralkodók viseltek.
A monarchiára vonatkozó egyéb hivatkozásokat a köztársaság létrehozása előtt törölték:
- 1952-ben a dél-afrikai haditengerészet hajóinak neve HMSAS (Őfelsége dél-afrikai hajója) SAS-ra (Dél-afrikai Hajó) változott.[76]

- 1957-ben a koronát eltávolították a védelmi erők és a rendőrség jelvényeiről, az ország címerének címeréről és az unió oroszlánjával helyettesítették.[77]

- 1958-ban az "O.H.M.S." (Az Őfelsége szolgálatában), amelyet a hivatalos postai küldeményeknél használnak, a "A kormány szolgálatában" szövegre cserélték.[78]

### Alkotmányos változások
A legszembetűnőbb különbség a köztársaság és az unió alkotmánya között az volt, hogy az államelnök lett a ceremoniális államfő, a királynő és a főkormányzó helyett. Az "államelnök" (afrikaans nyelven Staatspresident) címet korábban mind a Transvaal Köztársaság, mind az Oranje Szabadállam államfőinek megnevezésére használták.
Az új alkotmány értelmében az afrikaans és az angol továbbra is hivatalos nyelvek maradtak, de az afrikaans hollandhoz viszonyított státusza megváltozott; mivel a dél-afrikai törvény az angol mellett a hollandot is hivatalos nyelvvé tette, és az 1925-ös Unió hivatalos nyelveiről szóló törvény értelmében a holland az afrikaanst is magában foglalja, az 1961-es alkotmány ezt megfordította azzal, hogy az afrikaanst az angol mellett hivatalos nyelvvé tette, és meghatározta, hogy az afrikaans a hollandot is magában foglalja.
Az új decimális pénznemet, a randot, amelyen a királynő arcképe sem bankjegyeken, sem érméken nem szerepelt, 1961. február 14-én vezették be, három hónappal a köztársaság megalakulása előtt. Bevezetése előtt a kormány fontolóra vette a királynő fejének eltávolítását a dél-afrikai font pénzjegyeiről.

### Munkaszüneti napok
A Dél-afrikai Köztársaság alkotmányos státuszának változása az ország munkaszüneti napjaiban is változást eredményezett, a július második hétfőjén megrendezett királynői születésnapot felváltotta az ún. "családi nap", míg az unió megalakulásának emléknapjából köztársasággá válás emlékapja lett (május 31).

## Fordítás
Ez a szócikk részben vagy egészben  a(z)   1960 South African republic referendum című angol Wikipédia-szócikk ezen változatának fordításán alapul.  Az eredeti cikk szerkesztőit annak laptörténete sorolja fel. Ez a jelzés csupán a megfogalmazás eredetét és a szerzői jogokat jelzi, nem szolgál a cikkben szereplő információk forrásmegjelöléseként.